# Planeur ultra léger à motorisation auxiliaire
Le planeur ultra léger à motorisation auxiliaire (PULMA) est une activité aérienne qui est de plus en plus pratiquée compte tenu d'un coût d'accès assez faible, et d'une consommation très modique (en Angleterre cette catégorie bénéficie d'une réglementation très libérale).

## Types de PULMA
En France, on distingue 3 classes de PULMA :
- Les paramoteurs, qui sont des parapentes équipés d'un petit moteur,
- Les pendulaires, sortes de deltaplanes motorisés,
- Les multiaxes, dont l'apparence les rapproche des Ulm multiaxes et des avions légers.

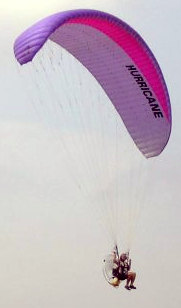
Paramoteur
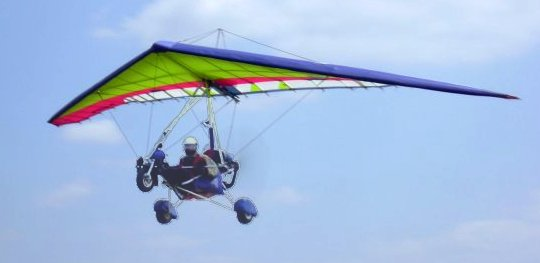
Pendulaire
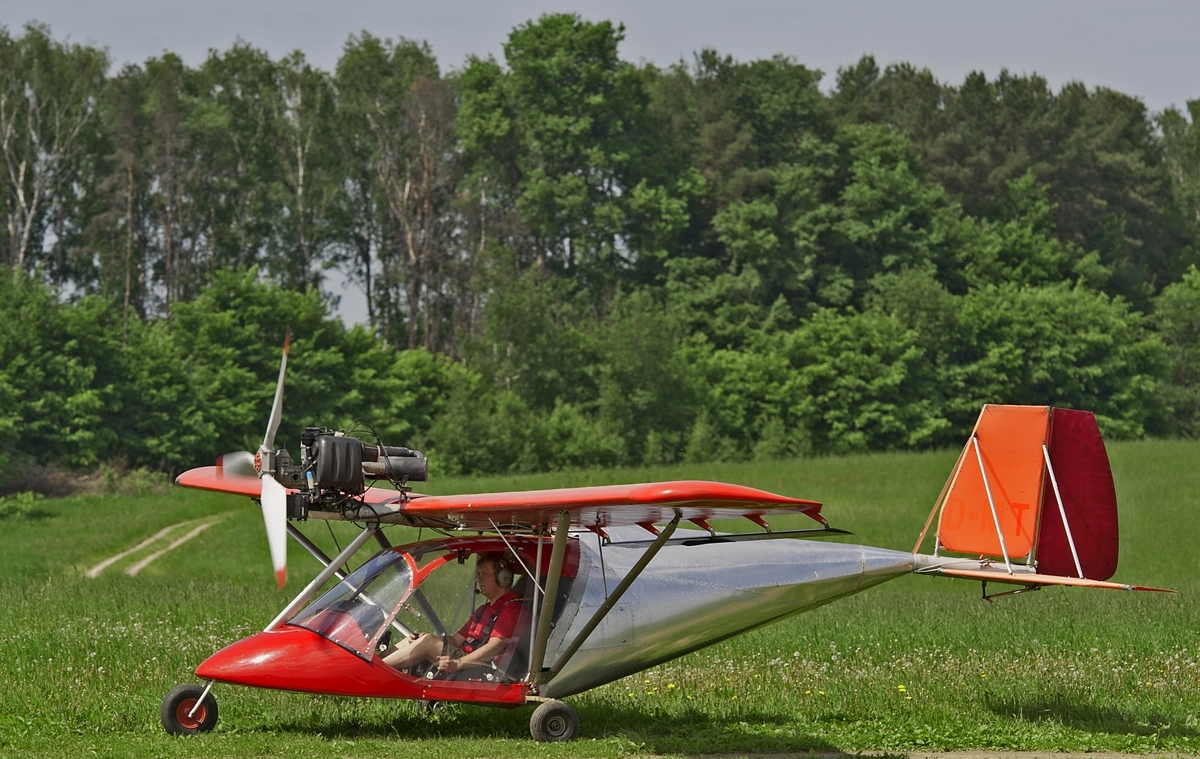
Avion léger

Pour qu'un aéronef soit un PULMA, il faut les conditions règlementaires suivantes : 
- monoplace uniquement
- la puissance maximale continue est inférieure ou égale à 25 kW (34 ch),
- la masse maximale totale est au plus égale à 170 kg
- la charge alaire à la masse maximale est inférieure à 30 kg/m2.